# イオセファツ・マレコ
イオセファツ・マレコ（Iosefatu Mareko、1998年4月30日 - ）は、ジャパンラグビーリーグワンルリーロ福岡に所属するラグビーユニオンの選手。

## プロフィール
- サモア出身[1]。
- ポジションはロック(LO)、フランカー(FL)。
- 身長 189 cm、体重 110 kg
- U20サモア代表に選ばれたことがある[2]。

## 略歴
レウルモエガフォカレッジ卒業後、2019年、日本大学に入る。
2023年、日本大学卒業後、東芝ブレイブルーパス東京に加入。
2024年6月、ルリーロ福岡に加入。
2025年1月11日に行われたJAPAN RUGBY LEAGUE ONE第3節狭山ラガッツ戦にて、後半30分リザーブからリーグワン公式戦初出場を果たした